# Saint Frères
Saint Frères est le nom d’une entreprise textile spécialisée dans le tissage de la toile de jute. Cette entreprise fut, en France, la plus importante de cette branche d’activité jusqu’à son rachat en 1969 par le groupe Agache-Willot.

## Histoire

### La famille Saint
La famille Saint était originaire de Beauval, une bourgade située à une vingtaine de kilomètres au nord d’Amiens. En 1810, trois frères, Pierre-François l’aîné, Jean-Baptiste et Pierre-François, exerçaient à Beauval la profession de tisserands, comme leur père.
En 1814, les trois frères s’associèrent pour fabriquer des toiles d’emballage. Pierre-François l’aîné organisa la fabrication des toiles à Beauval, son frère Jean-Baptiste et ses gendres s’installèrent à Rouen, en 1828, pour en faire commerce. Pierre -François, le troisième frère fut chargé à Amiens de l’achat des matières premières, lin et étoupes ainsi que de la vente des toiles. Plusieurs centaines de tisserands travaillaient pour eux,.
Leur réussite les incita à ouvrir, en 1838, un commerce de toiles, à Paris, dans le quartier des Halles. Le négoce devint leur activité principale et le chiffre d’affaires des trois établissements de vente atteignit 1 million de francs.
Ce qui fit la force de l'entreprise Saint ce fut la solidarité familiale et les mariages endogames voire consanguins (on se maria entre cousins et cousines) ce qui resserra les liens familiaux et permit l'accumulation de capitaux,.

### La naissance de l’industrie du jute en France
Des Écossais, les frères Baxter, implantèrent une filature de jute à Dunkerque et une autre à Ailly-sur-Somme, en 1843. L'usine d'Ailly-sur-Somme était dirigée par James Drummond Carmichaël qui donna son nom à l'entreprise.

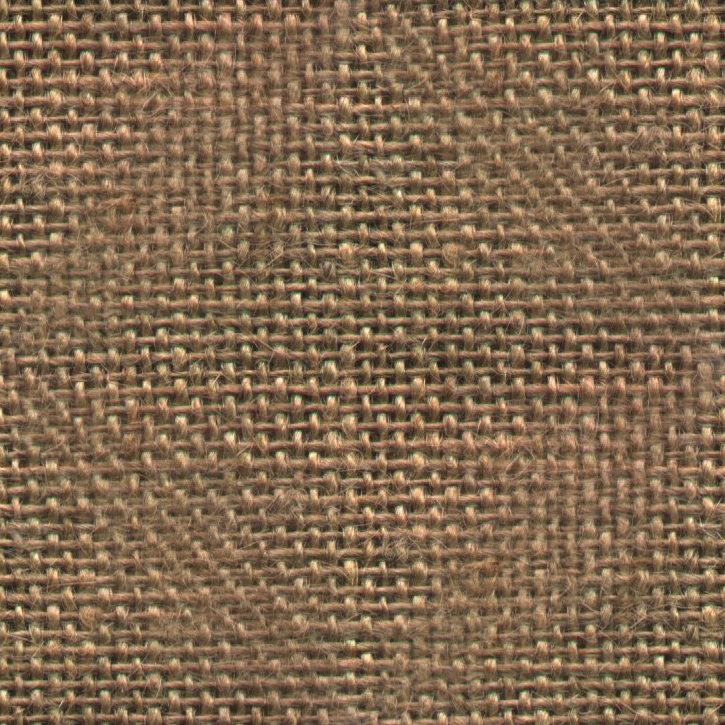
Toile de jute.

À partir de 1845, les frères Saint produisirent des sacs en toile de jute. Ce fut l’établissement parisien qui mit au point de 1855 à 1857 un métier à tisser la toile de jute. Le jute était un produit nouveau dans l’Europe de cette époque, réputé pour sa robustesse. La fabrication de toile et de sac en jute était stimulée par l'essor de la production agricole et industrielle consommatrice de sacs de toile. L'avènement de la navigation à vapeur et du chemin de fer développa le commerce mondial. La fibre de jute, dont la production était localisée aux Indes britanniques, était bon marché et réputée pour sa solidité. La durée des trajets se réduisit et la matière première fut acheminée en France par les ports de Boulogne-sur-Mer et Dunkerque via le canal de Suez. Le Royaume-Uni et singulièrement l'Écosse dominaient la production et le marché mondial, la production britannique étant meilleur marché que les autres productions. Les frères Saint relevèrent le défi de la concurrence étrangère.
Néanmoins, à la fin du XIXe siècle, la France n'était qu'au quatrième rang mondial pour la production de jute derrière le Royaume-Uni, les Indes et l'Allemagne.

### L'entreprise Saint Frères

#### L'implantation de l'industrie du jute dans la vallée de la Nièvre
En 1857, les frères Saint installèrent leur première usine de tissage de toile de jute dans le département de la Somme, à Flixecourt à mi-chemin entre Abbeville et Amiens, dans la vallée de la Nièvre. En 1861, ils acquirent l'usine d'Harondel à Berteaucourt-les-Dames, en 1864 ce fut la filature de Saint-Ouen qui devint leur propriété. Saint Frères n'hésita pas entre 1865 et 1888 à faire construire un chemin de fer industriel pour relier ses usines à la ligne Amiens-Boulogne-sur-Mer.
Charles Saint (1826-1881), cumulant la direction de la maison de vente de Paris et la direction des établissements de production, fut le véritable chef de la société Saint Frères. À la mort de son frère Jean-Baptiste en 1881, il possédait avec son frère cadet François-Xavier 86 % du capital de la société et percevait 60 % des bénéfices. Ce fut un véritable capitaine d'industrie qui développa considérablement l'entreprise.
Pierre Saint (1868-1943) fut l'un des principaux dirigeants de la société Saint Frères de la Belle Époque à la Seconde Guerre mondiale.
On a estimé la valeur de l'entreprise Saint Frères dans les années 1890 à 60 millions de francs-or.
Au cours du XIXe siècle et jusqu'aux années 1920, l'entreprise Saint Frères ne cessa de s'étendre et de diversifier sa production. Sa capacité de production était telle qu'elle devint le n° 1 de l'industrie du jute en France. Entre 1894 et 1917, Saint Frère représentait 30 % de la production française contre 8 et 7 % à ses premiers concurrents qu'étaient Weil à Dunkerque et Carmichaël à Ailly-sur-Somme.
En 1864, les frères Saint créèrent une société en nom collectif qui se transforma en Société anonyme, en 1924.

#### Des patrons paternalistes
L'entreprise Saint Frères mit en œuvre, comme d'autres, Schneider et Cie, Wendel, Michelin, Menier par exemple, une politique, qu'il est convenu d'appeler paternaliste, empreinte de catholicisme social dans ses rapports avec les salariés :
- construction de l'église Saint-Nicolas de Beauval ;
- construction de logements pour les ouvriers ;
- magasins coopératifs « maison » ;
- services sociaux (crèche, maternité, centres aérés...) ;
- école ménagère, centre de formation, centre de vacances…[2]

Les œuvres sociales des usines Saint Frères étaient localisées dans le Château rouge à Flixecourt.
Un ancien ouvrier résume ainsi le fonctionnement des flux d'argent au sein de l'empire Saint : « Saint Frères était un empire. Ils donnaient du travail. Ils payaient et l’argent repartait chez eux ».
L'empire paternaliste des Saint Frères les conduit à reproduire certaines pratiques de gestion propres à l'aristocratie d'Ancien Régime. Possesseurs d'usines employant des ouvriers, ils possèdent aussi des terres qu'ils louent à des fermiers ou métayers. Ces derniers doivent verser une partie de leur récolte aux Saint Frères, leur permettant de revendre ces produits à leurs ouvriers, à travers leurs coopératives. Reproduisant les rapports féodaux d'Ancien-régime, ils se prévalent en plus d'une image sociale positive en se prévalant de philanthropie.

#### Diversification de la production
L'entreprise Saint Frères pour lutter contre la concurrence misa sur la diversification de sa production qui se répartit en trois catégories principales :
- la toilerie, activité pionnière de l'entreprise. Saint Frères fabriquait des toiles d'emballage ordinaire, des toiles doublées imperméables, des toiles gommées, goudronnées, des toiles à bâches en lin et chanvre, des toiles de stores.
- le velours de jute pour tentures, rideaux, tapis etc.
- la corderie.

#### Grandeur et décadence d'un empire industriel

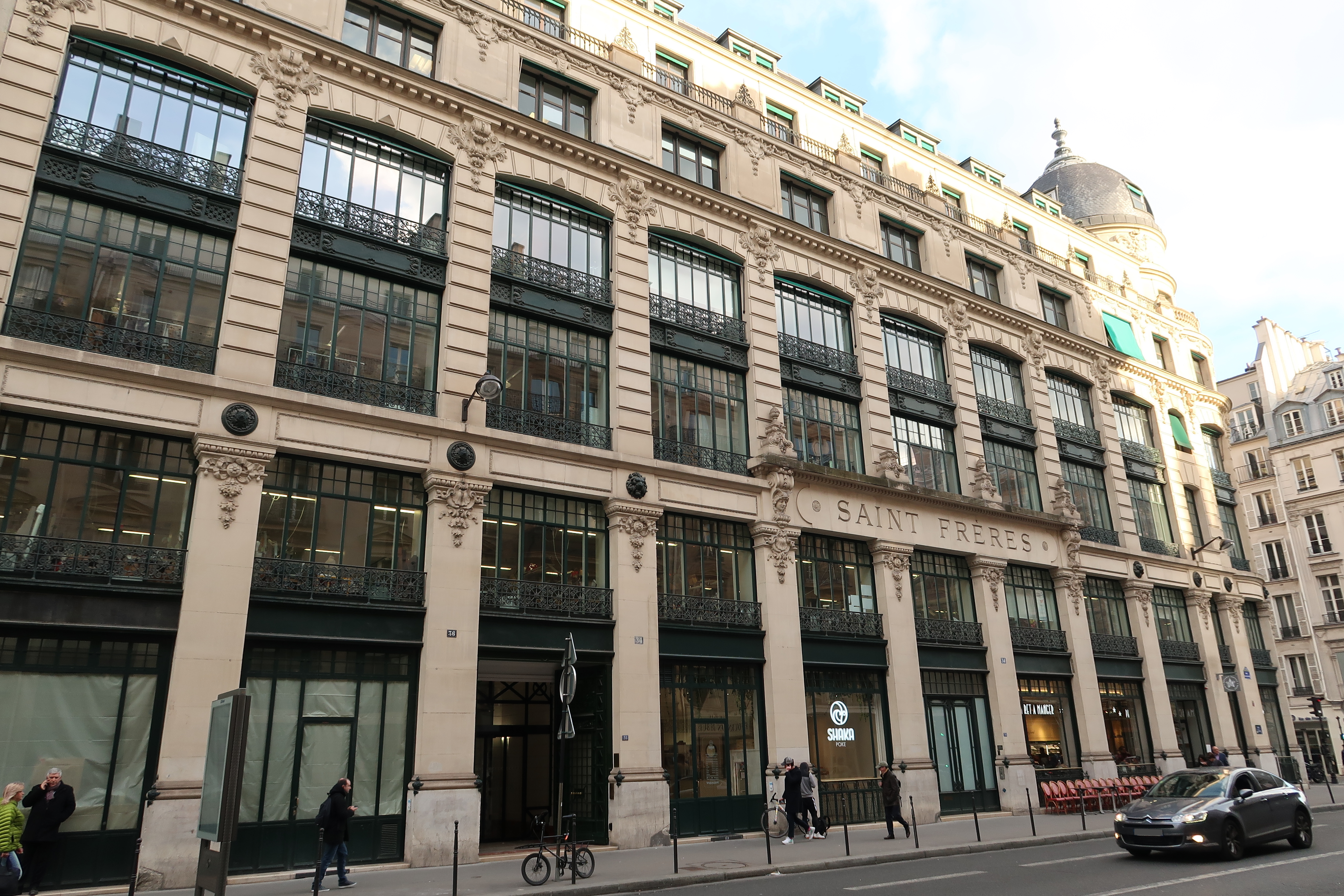
Immeuble de Saint-Frères au n°34 rue du Louvre (Paris).

La Société Saint Frères connut son apogée à la Belle Époque. En 1896, elle acquérait l'immeuble du 34 rue du Louvre à Paris et y installait le siège social de l'entreprise et une maison de vente. C'est là que toutes les décisions importantes concernant la société étaient prises : achat des matières premières, règlement des factures etc. La société Saint Frères travaillait pour l'État en fournissant toiles, bâches, cordages aux ministères de la guerre et de la marine, pour les compagnies de chemins de fer (Nord, PLM, Midi), les entreprises minières du Nord et de Belgique, la Compagnie générale transatlantique ; Saint-Gobain et Les Salins du Midi lui achetaient des millions de sacs. La production Saint Frères était également exportée en Italie, en Espagne et au Portugal.
Les difficultés apparurent pendant l'Entre-deux-guerres. En 1929, Saint Frères affichait des résultats de 35 169 millions de francs et distribuait des dividendes à 7 % soit 35 francs par action. C'est en 1928 que le cours des actions à la bourse de Paris fut au plus haut : 870 francs l'action, le cours le plus bas fut atteint en 1936 avec 51 francs. Malgré une innovation technologique - le métier à tisser circulaire - qui fit baisser le coût de production, Saint Frères entama un inexorable déclin.
La crise économique les conduit alors à licencier massivement des ouvriers, en exigeant qu'ils restituent le logement de fonction mis à leur disposition. C'est le drame de toute une partie de cette classe ouvrière qui perd alors son emploi et son logement d'un même coup. Le paternalisme social triomphant perd ses couleurs dorées.
L'entreprise resta compétitive jusqu'à la fin des années 1950, époque où les fibres en polymère
s'imposèrent pour la fabrication des emballages rendant les toiles de jute obsolètes.
En 1969, Saint Frères fut rachetée par les frères Willot qui l'associèrent, en 1978, à l'entreprise Boussac pour former le Groupe Boussac Saint Frères dont l'endettement était colossal et la perte de compétitivité irrémédiable. Le groupe Agache-Willot déposa le bilan en 1981. Bernard Arnault se porta acquéreur de Boussac-Saint Frères et fonda en 1987 LVMH - Moët Hennessy Louis Vuitton. En 1988, il revendait Boussac-Saint Frères à la société Prouvost S A qui fut mise en liquidation en 2000.

## Les différents sites de production
L'essentiel des sites de production de la société Saint Frères était situé dans le département de la Somme principalement dans les vallées de la Nièvre et de la Somme. Dans les treize usines Saint fonctionnaient 2 900 métiers à tisser, 9 000 ouvriers y étaient employés. Saint Frères était la première entreprise industrielle du département.
Sites de production et fabrications :
- Abbeville
- Amiens (filature de jute et de lin)
- Beauval (filature et tissage)[12]
- Berteaucourt-les-Dames - usine d'Harondel (filature et tissage)[13]
- Cahon (treillage)
- Condé-Folie[14]
- Doullens (filature et tissage)[15]
- Flixecourt (direction de l'entreprise, bâcherie, sacherie, apprêts)[16]
- L'Étoile - usine des Moulins Bleus (filature et tissage)[17]
- Gamaches (filature)[18]
- Longpré-les-Corps-Saints (bâcherie)
- Pont-Remy (filature et treillage de lin)
- Soues (Somme) (filature)
- Saint-Ouen (Somme) (corderie et cordagerie)[16]

dans le Pas-de-Calais :
- Étaples (filature et fabrique de filets de pêche)

dans le Nord
- Leers (tissage d'ameublement)

en Haute-Garonne
- Toulouse, 2 rue de Belfort (filature de chanvre et de lin)

dans les Pyrénées-Atlantiques
- Puyoô (filature et tressage de jute pour espadrilles)

Activités autres que textile :
- briqueterie à Oisemont
- câblerie et tréfilerie mécanique au Bourget
- siège social et maison de vente à Paris, 34 rue du Louvre
- maisons de vente à Anvers et à Rouen

Le groupe comptait à son apogée 11 000 salariés, dont 9 000 pour le seul département de la Somme.

## Saint Frères, la notoriété d'un nom
Au début du XXIe siècle, le nom Saint Frères est utilisé par d'autres sociétés qui comptent tirer parti de sa notoriété :
- la société belge Sioen Industries sous les appellations :
  - Saint Frères Confection basée à Flixecourt qui fabrique des toiles de camouflage, tentes, systèmes de recouvrement, portes roulantes, cloisons de séparation et silos. Un petit pourcentage des textiles techniques produits sont convertis en produits finis et semi-finis de haute technicité pour l’armée, les chemins de fer, l’industrie aéronautique et le bâtiment[19]. Cette activité emploie moins de 50 personnes.
  - Saint Frères SAS, située à Flixecourt, propriété du groupe belge Sioen Industries spécialisée dans l'enduction c'est-à-dire l'application directement sur une toile d'une pâte d'enduction constituée de PVC, de pigments et de plastifiants[20].
- Le groupe RKW Saint Frères Emballage basé à Ville-le-Marclet est spécialisé dans la fabrication de films pour l'emballage des produits de consommation et l'emballage industriel[21].